# Politiezone Scheldewaas
De PZ Scheldewaas of Politiezone Scheldewaas (zonenummer 5964) is een Belgische politiezone in de provincie Oost-Vlaanderen, die op 1 januari 2025 is ontstaan uit de fusie van de politiezones Waasland-Noord, Kruibeke/Temse in de provincie Oost-Vlaanderen enerzijds, en de politiezone Zwijndrecht in de provincie Antwerpen anderzijds.
Bij de start van de fusiezone had de politieraad nog geen korpschef aangeduid. Hoofdcommissaris Leo Mares, oud-korpschef van PZ Waasland-Noord, werd waarnemend korpschef totdat een besluit wordt genomen hieromtrent.
Anno 2025 werkten ongeveer 400 agenten en burgerpersoneelsleden bij PZ Scheldewaas.